# Marianne Kleiner
Marianne Kleiner, née le 29 mai 1947 à Gossau (originaire de Rorschacherberg), est une personnalité politique suisse, membre du Parti radical-démocratique (PRD).
Elle est l'une des deux premières femmes à siéger au Conseil d'État du canton d'Appenzell Rhodes-Extérieures, de 1994 à 2003, et la première à le diriger, de 1997 à 2000. Elle est ensuite députée au Conseil national jusqu'en 2011.

## Biographie

### Origines et famille
Marianne Kleiner naît Marianne Schläpfer le 29 mai 1947 à Gossau, dans le canton de Saint-Gall. Elle est originaire de Rorschacherberg, dans le même canton.
Son père, Ernst Schläpfer, est directeur des ventes à la conserverie de Saint-Gall ; sa mère, née Hedi Schläpfer, est femme au foyer.
En 1966, elle épouse Peter Kleiner, l'unique rédacteur de l'Appenzeller Tagblatt, puis directeur de l'imprimerie Zollikofer,. Ils ont deux enfants.

### Études et parcours professionnel
Après que sa famille déménage à Hérisau, elle y fréquente l'école primaire et secondaire, et obtient une maturité de type commercial à Saint-Gall.
Une fois ses enfants adolescents, elle entreprend à partir de 1976 des études de psychologie à l'Université de Zurich, conclues par une licence en 1979. Elle la complète par une formation en psychothérapie centrée sur la personne à Zurich (certificat en 1984).
De 1979 à 1994, elle enseigne au centre de management de la Haute école des sciences économiques et sociales de l'Université de Saint-Gall et y dirige des projets.

### Parcours politique
Marianne Kleiner adhère en 1994 au Parti radical-démocratique (PRD). Elle est élue la même année au Conseil d'État du canton d'Appenzell Rhodes-Extérieures, alors qu'elle ne disposait d'aucune expérience politique. Elle est l'une des deux premières femmes à y siéger, aux côtés d'Alice Scherrer-Baumann, cinq ans après l'introduction du suffrage féminin. Elle y dirige de 1994 à 2003 le département des finances,. Première femme responsable des finances dans un canton suisse, elle joue un rôle important aux côtés du futur conseiller fédéral Hans-Rudolf Merz dans le rachat de la banque cantonale, en faillite, par l'UBS et met également en œuvre des mesures d'économie et de réduction des impôts.
Elle est la première femme à diriger le gouvernement d’Appenzell Rhodes-Extérieures (avec le titre de Landammann), d'avril 1997 à 2000 ,.
En 2003, elle est élue au Conseil national, où elle siège jusqu'en 2011. Elle siège à la Commission des finances (CdF) et, de fin 2007 à fin 2001, à la Commission de la sécurité sociale et de la santé publique (CSSS).
Parallèlement, elle est vice-présidente du Parti radical-démocratique suisse de 1998 à 2006. Elle est également présidente ad interim de 2004 à 2005.

### Conseils de fondation, associations et organisations caritatives
Marianne Kleiner œuvre dans plusieurs conseils de fondation, associations et organisations sociales et caritatives. Elle est la première femme admise au Rotary Club d'Appenzell en 1999.
De 1998 à 2012, elle est membre du comité directeur de l'institut du tourisme et de l'économie des transports de l'Université de Saint-Gall. De 2011 à 2023, elle préside la section cantonale du Secours suisse d'hiver (de), assurant notamment la représentation externe de la fondation. De 2014 à 2016, elle préside l'association appenzelloise de secours aux personnes atteintes de troubles psychiques, dont elle devient ensuite vice-présidente.